# 101 Dálmatas
101 Dálmatas (em inglês:  101 Dalmatians) é um filme de longa-metragem norte-americano de aventura e comédia infantil de 1996, sendo uma adaptação cinematográfica live-action baseada no filme de animação da Walt Disney Productions de 1961, One Hundred and One Dalmatians, que foi baseado no romance 101 Dálmatas (em inglês:  The Hundred and One Dalmatians), de Dodie Smith, de 1956. Dirigido por Stephen Herek e co-produzido por John Hughes e Ricardo Mestres, é estrelado por Glenn Close, Jeff Daniels, Joely Richardson, Joan Plowright, Hugh Laurie, Mark Williams e Tim McInnerny. Ao contrário do filme de 1961, nenhum dos animais tem vozes falantes nesta versão.
101 Dálmatas foi lançado em 27 de novembro de 1996. Ele arrecadou US$320,6 milhões nos cinemas em um orçamento de US$75 milhões, sendo o sexto filme de maior bilheteria de 1996 e um dos quatro filmes lançados pela Buena Vista Pictures Distribution a ficar entre os dez filmes de maior bilheteria daquele ano, os outros foram Ransom, The Rock e O Corcunda de Notre Dame. Close foi indicada ao Globo de Ouro de melhor atriz em comédia ou musical. O filme também foi indicado para um prêmio BAFTA de melhores efeitos de maquiagem.
Uma sequência, 102 Dálmatas, foi lançada em 22 de novembro de 2000 com Close e McInnerny reprisando seus papéis; um spin-off live-action intitulado Cruella, e dirigido por Craig Gillespie, foi lançado em 28 de maio de 2021 com Emma Stone no papel principal.

## Sinopse
O designer de jogos Roger Dearly (Jeff Daniels) vive com seu cão dálmata, Pongo, em Londres. Um dia, Roger leva Pongo para uma caminhada, quando este coloca seus olhos em uma linda dálmata fêmea chamada Prenda. Depois de uma perseguição frenética pelas ruas de Londres, Roger descobre que Prenda gosta de Pongo, e sua proprietária, a estilista Anita Campbell-Green (Joely Richardson), se apaixona por Roger quando se reúnem no Parque St. James. Logo após, eles se casam, assim como Pongo e Prenda, vão morar juntos e contratam a babá Nanna (Joan Plowright).
Anita trabalha como estilista de moda na Casa DE VIL. Sua chefe, a excêntrica e maligna Cruella de Vil (Glenn Close), tem duas paixões na vida: cigarros e peles; chegando a ponto de ter um taxidermista, o sr. Skinner (John Shrapnel), para esfolar animais e transformar-los em belos casacos e tapetes para ela. Inspirada em sua dálmata, Anita projeta um casaco com manchas. Cruella fica intrigada com a ideia de fazer casacos com peles reais de dálmatas. Quando descobre que Prenda deu à luz 15 filhotes, ela oferece ao casal uma alta quantia pelos filhotes, mas Roger e Anita recusam. Cruella se enche de raiva, demite Anita e promete vingança contra o casal. 
Com isso, ela manda seus capangas, os atrapalhados Jasper (Hugh Laurie) e Horácio (Mark Williams) roubarem os filhotes e levá-los à sua antiga propriedade 'De Vil Mansion', junto com outros 84 dálmatas que foram roubados anteriormente. Com a ajuda de outros cães e animais espalhados pela cidade Grã-Bretanha, os cachorros conseguem despistar Jasper e Horácio, e fugir para uma fazenda, onde Pongo e Prenda foram chamados para esperá-los. Irritada com o fracasso de seus capangas, Cruella rastreia os dálmatas em um celeiro e tenta recuperá-los, mas é enganada, chutada por um cavalo em direção a um chiqueiro e coberta por melaço. Todos os dálmatas voltam para casa com a Metropolitan Police Service, que prende Cruella e os bandidos. Na van da polícia, ela repreende Jasper, Horácio e Skinner por sua incompetência antes de serem todos borrifados por um cangambá que ela confundiu com sua bolsa.
Roger e Anita adotam todos os outros filhotes roubados por ela, elevando o total para 103. Com tudo resolvido, Roger projeta um novo vídeo-game, os dálmatas contra a vilã Cruella De Vil. No final, Anita tem a sua primeira  filha, eles se mudam para uma fazenda no interior do  Reino Unido com seus milhões de dálmatas e Anita diz a Roger que tem uma surpresa, mais um bebê.

## Elenco
| Personagem                  | Ator / Atriz     |
| --------------------------- | ---------------- |
| Cruella de Vil              | Glenn Close      |
| Roger Dearly                | Jeff Daniels     |
| Anita Campbell-Green-Dearly | Joely Richardson |
| Nanny                       | Joan Plowright   |
| Jasper                      | Hugh Laurie      |
| Horácio                     | Mark Williams    |
| Alonzo                      | Tim McInnerny    |
| Sr. Skinner                 | John Shrapnel    |
| Frederick                   | Hugh Fraser      |
| Herbert                     | Zohren Weiss     |
| Alan                        | Mark Haddigan    |
| Chefe da Polícia            | Michael Percival |
| Sons de animais             | Frank Welker     |

## Produção

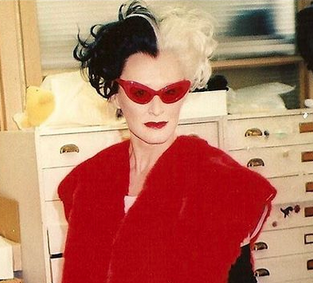
Glenn Close, caracterizada para a produção do filme 101 dálmatas, em 1996.

A produção começou a ser filmada em novembro de 1995 nos estúdios Shepperton, perto de Londres.
As criaturas animatrônicas usadas no filme são fornecidas pela Jim Henson's Creature Shop.
O produtor Edward S. Feldman garantiu a adoção de todos os cachorrinhos usados no filme. Mais de 300 cachorros dálmatas foram usados ao longo das filmagens, porque segundo ele: "nós só podíamos usá-los quando eles tinham 5 ou 6 semanas de idade e estavam no seu estado mais fofo". 
Foi oferecido a Sigourney Weaver o papel de Cruella de Vil. Cathy Moriarty fez um teste de cena para o papel, mas mais foi considerada muito assustadora para um filme infantil.
John Hughes, que escreveu o roteiro do filme, abordou Glenn Close para o papel, mas ela inicialmente recusou. O figurinista do filme Anthony Powell, que estava trabalhando com Close na peça da Broadway, Sunset Boulevard, a convenceu a aceitar.
Para estrelar o filme, dezenas de filhotes de dálmatas foram encontrados em canis espalhados pelo Reino Unido e especialmente treinados. Em cenas mais complicadas, dálmatas mecânicos tiveram de ser utilizados. Durante as filmagens da produção, foram usados cerca de 230 filhotes de dálmatas e 20 adultos. Jeff Daniels revelou que todas as vezes em que os treinadores davam o comando de sentar para os animais, ele acabava sentando também por impulso. Além dos cachorros, o filme conta com a participação de porcos, cavalos e muitos outros animais. Para fazer os cachorros lamberem o elenco humano, os produtores derramavam caldo de carne nas mãos e nos rostos dos atores. Em uma cena, o diretor esfregou salsichas cruas na bochecha de Daniels para que os filhotes lambessem o ator na hora certa.
O Minster Court em Mincing Lane, Londres, foi usado como o exterior da casa de moda de Cruella de Vil. Sarum Chase foi usado como o exterior de sua casa.
O carro da vilã é um Panther De Ville, modificado, de 1974.

## Lançamento

### Bilheteria
101 Dalmatians foi lançado em 27 de novembro de 1996. A estreia britânica do filme foi realizada em 4 de dezembro de 1996, no Royal Albert Hall, em Londres, e o exterior do Hall foi iluminado com dálmatas. Ele arrecadou US$136,2 milhões na América do Norte e US$320,7 milhões no exterior.

### Mídia doméstica
101 Dalmatians foi lançado em VHS pela primeira vez em 15 de abril de 1997, Laserdisc no início de 1997, e em DVD em 12 de dezembro de 2000. Devido às altas vendas do One Hundred and One Dalmatians Platinum Edition DVD, Disney relançou em 16 de setembro de 2008, junto com sua sequência, 102 Dálmatas e a versão original de 1961, 101 Dalmatians II: Patch's London Adventure. Em 27 de novembro de 2021, o filme será lançado pela primeira vez em Blu-ray como um Disney Movie Club Exclusive para marcar seu 25º aniversário.

## Recepção

### Crítica
101 Dalmatians tem recepção mista por parte da crítica profissional. No Rotten Tomatoes a pontuação atual é de 39% e uma classificação média de 5,29/10 de 36 comentários. O consenso crítico do site diz: "Bom desempenho de Glenn Close de lado, 101 Dálmatas é um remake insípido e sem sentido". Em Metacritic o filme tem uma pontuação de 49% com base em comentários de 20 críticos. As audiências pesquisadas pelo CinemaScore deram ao filme uma nota A.

### Controvérsia
Organizações de defesa dos direitos dos animais protestaram contra o lançamento do filme, afirmando que as vendas da Dálmatas aumentaram após a estreia, alimentadas por compras impulsivas de filhotes pelos pais por seus filhos. Sendo pouco preparados para cuidarem de uma raça relativamente difícil de filhote de cachorro, muitos desses novos proprietários, eventualmente, entregaram seus animais a abrigos, onde muitos cães acabaram sendo sacrificados.

## Principais prêmios e indicações
Globo de Ouro 1997 (EUA)
- Recebeu uma indicação na categoria de Melhor Atriz - Comédia / Musical (Glenn Close).

BAFTA 1997 (Reino Unido)
- Indicado na categoria de Melhor Maquiagem / Penteado.

Satellite Awards 1997 (EUA)
- Indicado na categoria de Melhor Atriz - Comédia / Musical (Glenn Close).

Prêmio Saturno 1997 (EUA)
- Indicado na categoria de Melhor Atriz Coadjuvante (Glenn Close).[21]

## Sequência ereboot
A sequência, 102 Dálmatas, foi lançado em 22 de novembro de 2000. O título inicial do filme foi 101 Dalmatians Returns. Do elenco original, retornaram somente Glenn Close como Cruella, e 	Tim McInnerny como seu motorista, Alonzo.
A Disney lançou uma pré-sequência sobre a origem da personagem Cruella de Vil intitulado Cruella, dirigido por Alex Timbers, a própria Close como produtora executiva,
e Emma Stone no papel principal.
Em agosto de 2019, foi anunciado que o lançamento do filme seria adiado para 28 de maio de 2021, tendo sido lançado oficialmente um dia antes.